# Кубинский район (Кабардино-Балкария)
Кубинский район (кабард.-черк. Къуэбэ куей) — административный район в составе Кабардино-Балкарской АССР.
Административный центр — село Куба.

## География
Курпский район располагался на севере Кабардино-Балкарской АССР. На севере граничил со Ставропольским краем, на юге с Баксанским, на востоке с Прималкинским, на западе с Зольским районами.
Площадь района составляло — 322,8 км².

## История
Кубинский район был образован 29 декабря 1937 года, путём разукрупнения Баксанского района. В состав нового района были включены Кубинский, Нижне-Куркужинский, Верхне-Куркужинский, Кременчуг-Константиновский и Псыхурейский сельсоветы.
Указом Президиума Верховного Совета РСФСР от 2 ноября 1956 года район был ликвидирован, а территория обратно передана в состав Баксанского района.

## Административное деление
В состав Кубинского района входили:
| № | Сельсоветы                           | Населённые пункты                               |
| 1 | Верхнекуркужинский сельсовет         | с. Верхний Куркужин                             |
| 2 | Кременчуг-Константиновский сельсовет | с. Кременчуг-Константиновское, х. Павлоградский |
| 3 | Кубинский сельсовет                  | с. Куба, с. Куба-Таба                           |
| 4 | Нижнекуркужинский сельсовет          | с. Нижний Куркужин                              |
| 5 | Псыхурейский сельсовет               | с. Псыхурей                                     |

## Население
По переписи 1939 года, в районе проживало 14 091 человек.
Из них:
| Народ      | Численность | Доля   |
| кабардинцы | 10 981      | 77,9 % |
| русские    | 2 245       | 15,9 % |
| украинцы   | 460         | 3,3 %  |
| другие     | 405         | 2,9 %  |
| всего      | 14 091      | 100 %  |